# Pavel Puškár
Pavel Puškár (* 19. dubna 1965 Most) je bývalý český bobista. Ve dvojbobu jezdil s Janem Kobiánem.
Startoval na ZOH 1992, 1994, 1998 a 2002, jeho nejlepším umístěním bylo 8. místo dvojbobu v Naganu 1998. Ve čtyřbobech dosáhl nejlépe 10. příčky v Lillehammeru 1994.